# STS-37
STS-37, voluit Space Transportation System-37, was een spaceshuttlemissie van de Atlantis. Tijdens de missie werd de Compton Gamma Ray Observatory (CGRO) satelliet in een baan rond de aarde gebracht. Deze ruimtetelescoop maakt deel uit van het Great Observatories-programma.

## Bemanning
| Positie            | Lancering                       | Landing                         |                            |
| ------------------ | ------------------------------- | ------------------------------- | -------------------------- |
| Bevelhebber        | Steven Nagel 3e ruimtevlucht    | Steven Nagel 3e ruimtevlucht    |                            |
| Piloot             | Kenneth Cameron 1e ruimtevlucht | Kenneth Cameron 1e ruimtevlucht |                            |
| Missiespecialist 1 | Linda Godwin 1e ruimtevlucht    | Linda Godwin 1e ruimtevlucht    |                            |
| Missiespecialist 2 | Jerry Ross 3e ruimtevlucht      | Jerry Ross 3e ruimtevlucht      | Jerry Ross 3e ruimtevlucht |
| Missiespecialist 3 | Jerome Apt 1e ruimtevlucht      | Jerome Apt 1e ruimtevlucht      | Jerome Apt 1e ruimtevlucht |

## Media

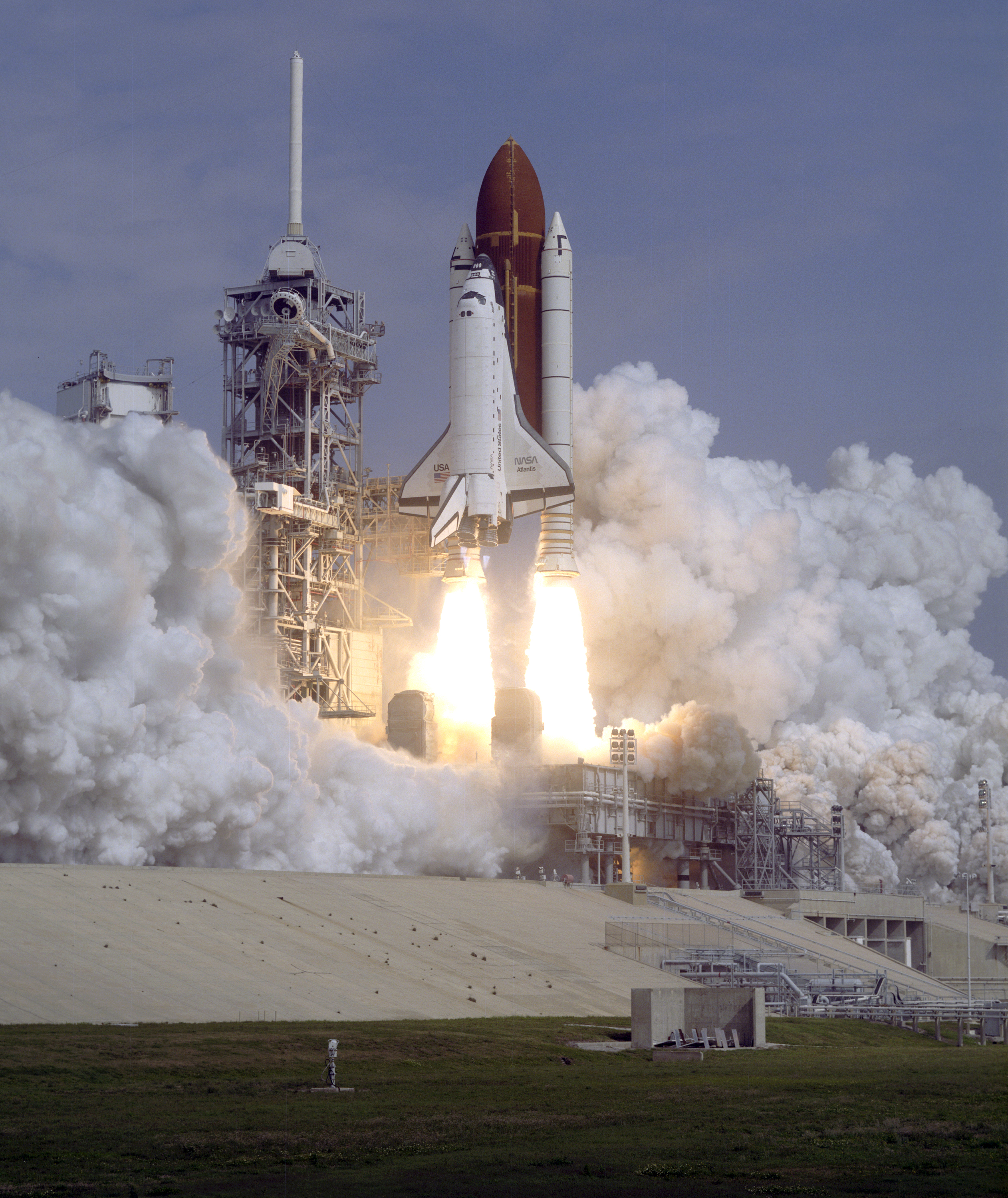
Lancering
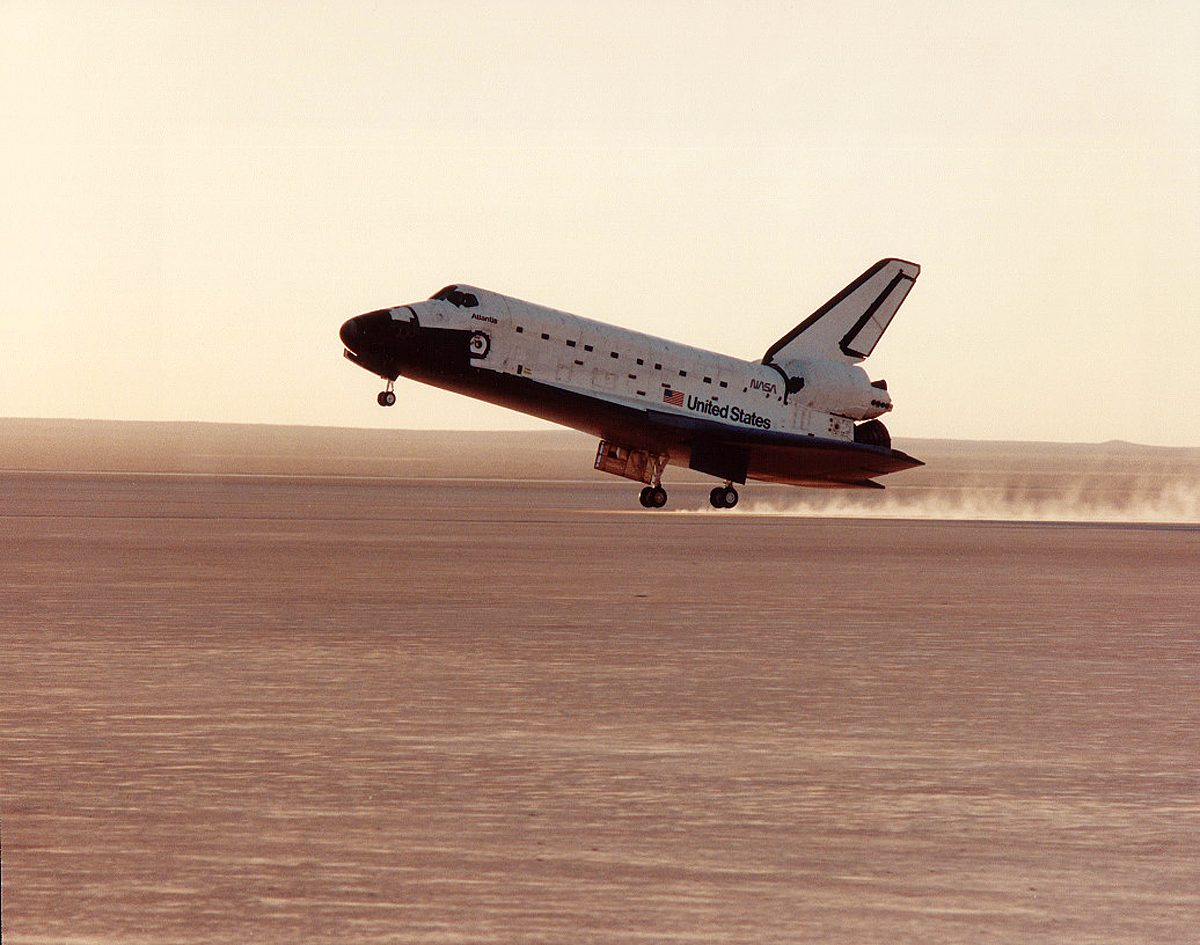
Landing
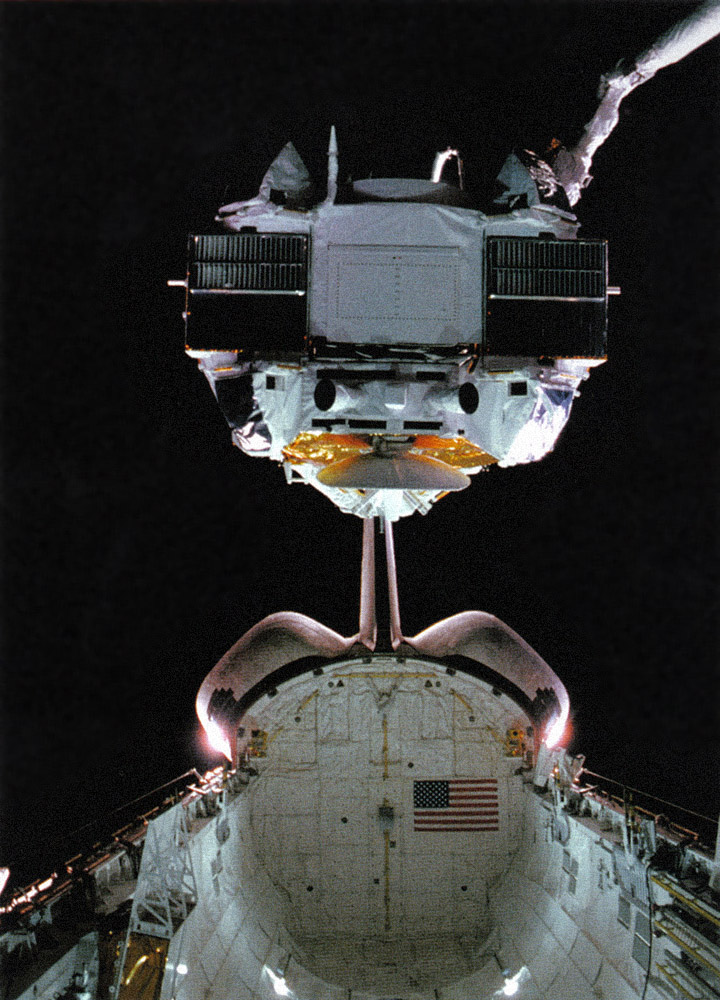
CGRO gekoppeld aan de Atlantis

STS-51-J · STS-61-B · STS-27 · STS-30 · STS-34 · STS-36 · STS-38 · STS-37 · STS-43 · STS-44 · STS-45 · STS-46 · STS-66 · STS-71 · STS-74 · STS-76 · STS-79 · STS-81 · STS-84 · STS-86 · STS-101 · STS-106 · STS-98 · STS-104 · STS-110 · STS-112 · STS-115 · STS-117 · STS-122 · STS-125 · STS-129 · STS-132 · STS-135